# Aleksandra Leszczyńska
Aleksandra Leszczyńska, właściwie Zofia Aleksandra Jasińska (ur. 16 stycznia 1900 w Warszawie, zm. 24 maja 1986 tamże) – polska aktorka filmowa i teatralna.

## Życiorys
W 1920 roku ukończyła studia w Warszawskiej Szkole Dramatycznej. 14 sierpnia tego samego roku miał miejsce jej debiut teatralny. Występowała w następujących teatrach:
- Teatr Polski w Warszawie i Teatr Mały w Warszawie (1920–1927)
- Teatry Miejskie (1927–1934)
- Teatr Letni w Warszawie (1936–1939)
- Teatr Polski w Warszawie (1945–1971)

Po przejściu na emeryturę nadal przez kilka lat pojawiała się od czasu do czasu na scenach teatru.
Spoczywa na cmentarzu Powązkowskim w Warszawie (aleja pod katakumbami-73/74).

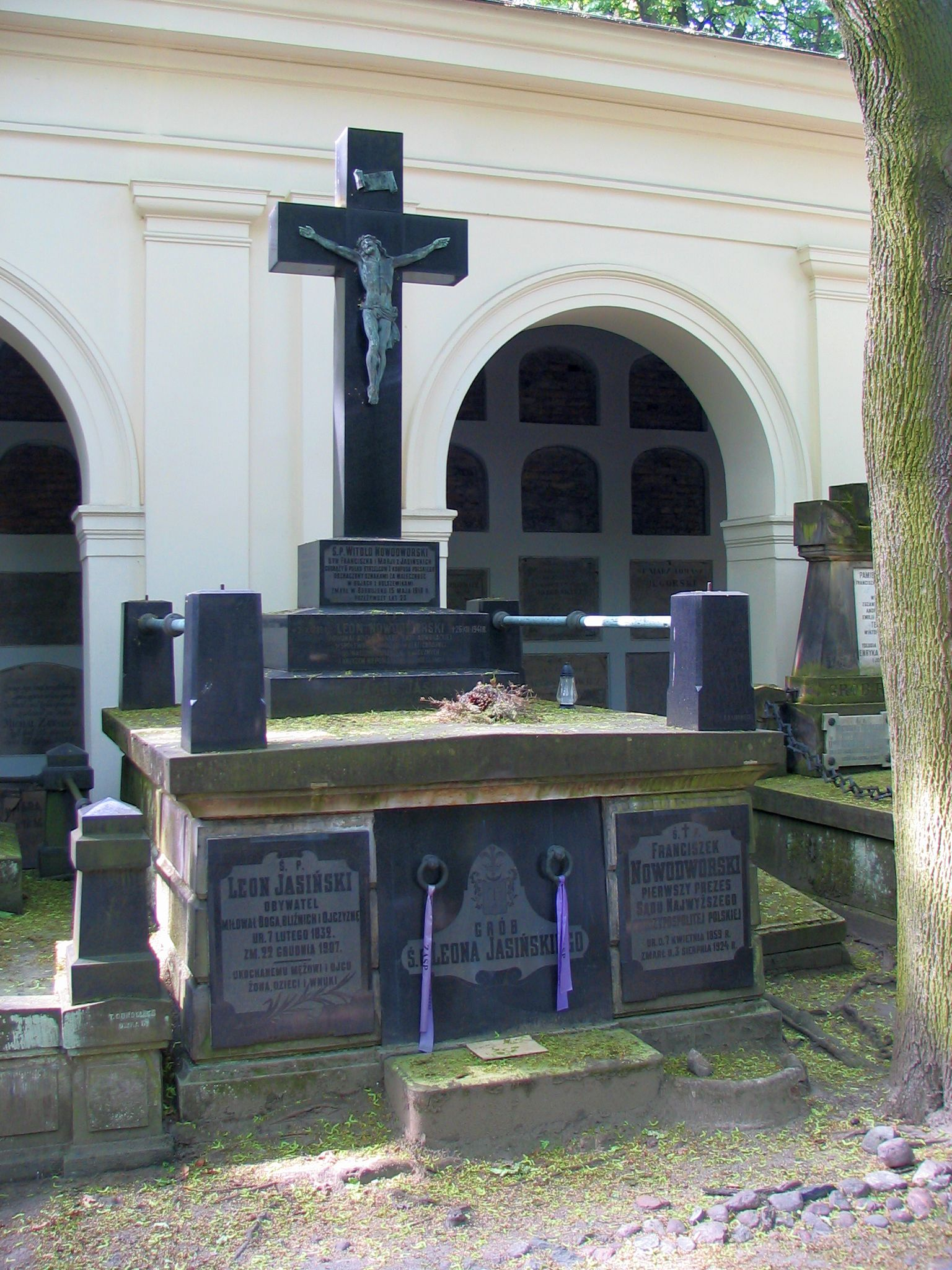
Grób Franciszka Nowodworskiego i Aleksandry Leszczyńskiej na Starych Powązkach

## Filmografia
- 1938: Wrzos − Julka

- 1965
  - Niekochana − pani Natalia, właścicielka pokoju wynajmowanego przez Noemi i Kamila
  - Sam pośród miasta − pracownica muzeum
- 1966
  - Kontrybucja − ciotka Anny
  - Piekło i niebo − Emilia Brzeska, ciotka Stefana
- 1967
  - Dziadek do orzechów
  - Klub szachistów − matka Dudka
  - Zbrodnia lorda Artura Savile’a − księżna Zofia Paisley
- 1968
  - Pożarowisko − matka Rojeckiego
  - Mistrz tańca
  - Planeta ziemia
- 1970: Kolumbowie − staruszka, która prosi „Czarnego Ola”, aby ją zastrzelił (odc. 5)
- 1971: Jagoda w mieście − matka nauczycielki Winniczuk (odc. 1)
- 1973
  - Stawiam na Tolka Banana − starsza pani w Parku Skaryszewskim (odc. 3)
  - Wielka miłość Balzaka − uczestniczka wigilii u Hańskich (odc. 3)
- 1975: Noce i dnie − matka Bogumiła
- 1976
  - 07 zgłoś się − sąsiadka Leokadii Czudraś (odc. 2), sąsiadka Dudziaka (odc. 3)
  - Zielone-minione...
- 1977: Noce i dnie − matka Bogumiła
- 1978: Zaległy urlop − matka Marii
- 1979: Doktor Murek − babcia Niny Horzyńskiej (odc. 1)
- 1981: Dziecinne pytania
- 1982: Popielec (odc. 3)
- 1983: Podróż nad morze